# Marsa al-Burajka
Marsa al-Burajka (arab. ‏مرسى البريقة‎, Marsá al-Burayqa) – największy port naftowy Libii leżący w jej północnej części, nad zatoką Wielka Syrta. Liczy ok. 8 tys. mieszkańców (2002 rok). Jest tutaj największy ośrodek petrochemiczny kraju, zakład skraplania gazu ziemnego. Połączony jest gazociągami i naftociągami z Zaltan i Ar-Rakuba.
Miasto zostało zbudowane z prefabrykowanych elementów betonowych i zostało zaprojektowane przez architekta i greckiego urbanistę Konstandinosa A. Doksiadisa.
Tutejsza rafineria należy do Sirte Oil Company, która jest spółką zależną państwowego National Oil Corporation (NOC). W latach 60. i 70. XX w. była prowadzona we współpracy z międzynarodową firmą Esso. Na początku lat 80. XX w. Esso przekazało pełną kontrolę Sirte Oil Company.
W pobliżu miasta znajduje się port lotniczy Marsa al-Burajka.

## Wydarzenia w historii miasta
W czasie II wojny światowej 31 marca 1941 roku odbyła się tu kluczowa bitwa. Oddziały Afrika Korps dowodzone przez generała Erwina Rommla przypuściły błyskawiczny atak na stacjonujące tu siły brytyjskie, zmusiły je do odwrotu i ruszyły za nimi w pogoń.
W dniu 13 stycznia 2000 roku w okolicach portu na Morzu Śródziemnym doszło do katastrofy samolotu Short 360 wynajętego przez Sirte Oil Company do przewozu swoich pracowników. W katastrofie zginęły 22 osoby z 41 znajdujących się na pokładzie samolotu.
W czasie powstania w 2011 doszło do potyczek między zwolennikami a przeciwnikami reżimu. Miasto było w dniach 25 lutego-13 marca pod kontrolą rebeliantów.